# برایان جو
برایان جو (نام کره‌ای: جو مین گیو (주민규)؛ زادهٔ ۱۰ ژانویه ۱۹۸۱) که به‌طور حرفه‌ای با نام برایان (کره‌ای: 브라이언 شناخته می‌شود، خواننده کره‌ای آمریکایی و عضو گروه دونفره فلای تو د اسکای است. نخستین آلبوم انفرادی او به نام د برایان در دسامبر ۲۰۰۶ منتشر شد. دومین آلبوم او به نام منیفولد'- در دسامبر ۲۰۰۹ منتشر شد.

## فیلم‌شناسی

### برنامه تلویزیونی
| سال       | عنوان                        | نقش        | منابع       |
| --------- | ---------------------------- | ---------- | ----------- |
| ۲۰۰۶–۲۰۰۷ | شو! میوزیک کور               | میزبان     | [ ۲ ] [ ۳ ] |
| ۲۰۰۹      | قلب قوی                      | عضو ثابت   | [ ۴ ]       |
| ۲۰۱۴      | به مدرسه خوش آمدید           | عضو ثابت   | [ ۵ ]       |
| ۲۰۲۱      | آشپزی - تولد پادشاه آشپزی    | شرکت کننده | [ ۶ ]       |
| ۲۰۲۳      | تمیز کردن عجیب و غریب برایان | میزبان     | [ ۷ ]       |

### مجموعه تلویزیونی
| سال  | عنوان           | نقش                      | منابع  |
| ---- | --------------- | ------------------------ | ------ |
| ۲۰۱۱ | بزرگترین عشق    | کانگ مین (حضور افتخاری)  | [ ۸ ]  |
| ۲۰۱۵ | عروس زیبای من   | مرد چه‌بول (حضور افتخاری) | [ ۹ ]  |
| ۲۰۱۸ | یون‌نام دونگ ۵۳۹ | لاین                     | [ ۱۰ ] |

### مجموعه اینترنتی
| سال  | عنوان                       | نقش    | منابع  |
| ---- | --------------------------- | ------ | ------ |
| ۲۰۱۸ | چاره‌ای جز ملاقات با تو نیست | برایان | [ ۱۱ ] |

### رادیو
| سال  | عنوان         | نقش       | منابع  |
| ---- | ------------- | --------- | ------ |
| ۲۰۲۲ | کی پاپ کانکشن | دی‌جی ویژه | [ ۱۲ ] |